# Dave Alexander
Dave Michael Alexander detto Zander (Whitmore Lake, 3 giugno 1947 – Ann Arbor, 10 febbraio 1975) è stato un bassista statunitense, meglio noto per essere stato il bassista del gruppo proto-punk The Stooges.

## Biografia
Dopo che la sua famiglia si trasferì da Whitmore Lake a Ann Arbor, frequentò la Pioneer High School di Ann Arbor, e qui conobbe i fratelli Ron e Scott Asheton. Da questo incontro, e dal successivo innesto nella formazione di Iggy Pop come cantante, nacquero i "The Psychedelic Stooges" (nome successivamente abbreviato nell'attuale The Stooges). Benché fosse inesperto nel suonare il basso, imparerà molto in fretta, e comparirà anche nel processo di arrangiamento e composizione di tutti i pezzi presenti nei primi due album del gruppo (The Stooges e Fun House). In diverse interviste viene indicato sia da Iggy Pop sia da Ron Asheton come il principale compositore dei pezzi We Will Fall e Little Doll (presenti in The Stooges), 1970 e Dirt (presenti in Fun House).
L'abbandono del gruppo da parte di Alexander avvenne durante il Goose Lake International Music Festival dell'agosto 1970, e non è chiaro se il motivo dell'abbandono fosse dovuto all'uso eccessivo di droghe o alcool da parte dello stesso Alexander, o se egli abbia abbandonato il gruppo perché gli altri componenti erano dediti all'uso eccessivo delle droghe.

### Problemi di salute e morte
Negli anni tra il 1970 ed il 1975 non avrà collaborazioni di rilievo, e diventerà comunque un alcolista. Morirà di polmonite nel febbraio 1975 a Ann Arbor all'età di 27 anni (cosa che lo rende "membro" dell'ideale Club 27), dopo essere stato ricoverato in ospedale per un'infiammazione del pancreas complicata da una polmonite.

### Omaggi postumi
Mike Watt lo cita per nome nella sua canzone The Angel's Gate, contenuta all'interno del suo album del 2004 The Secondman's Middle Stand. Watt rimpiazza Alexander nella formazione riunita nel 2003 degli Stooges.